# 兰波利亚
兰波利亚，是西班牙加泰罗尼亚塔拉戈纳省的一个市镇。总面积36平方公里，总人口1995人（2001年），人口密度55人/平方公里。